# Стратіївка
Стратíївка — село в Україні, у Гайсинському районі Вінницької області. Північна частина села колись становила окреме село Ковалівку.

## Історія
Вперше село під сучасною назвою згадано в протоколі допиту гайдамаки Василя Тумки, який був у загоні отамана Сави Чалого та брав участь у нападі на Могилів (складено у Київській губернській канцелярії 1735 року, описано події 1734 року).

У 1766 році парафіяльний список місцевої церкви включав 209 дворів та 889 душ.

За часів Російської імперії село Стратіївка (Ковалівка) входило до складу Демівської волості Ольгопільського повіту Подільської губернії.
Коштом селян була збудована дерев'яна Свято-Успенська церква.
Також в селі була церковно-парафіяльна школа та 2 парових млини.
Під час проведеного радянською владою Голодомору 1932—1933 років померло щонайменше 366 жителів села.
В селі у 1996 році було відкрито римо-католицький костел, силами парафіян та Чечельницьких єпископів.

## Сьогодення
Нині в селі діє «Стратіївський заклад загальної середньої освіти».
Головою села станом на 2016 рік був Олег Миколайович Люлько. 
Щороку 28 серпня проводять святкування дня села, всі жителі беруть активну участь у підготовці та проведенні свята.
Станом на 2022 рік головою села є  Олег Михайлович Цвігун

## Населення

### Мова
Розподіл населення за рідною мовою за даними перепису 2001 року:
| Мова            | Кількість | Відсоток |
| --------------- | --------- | -------- |
| українська      | 1375      | 98.00%   |
| російська       | 20        | 1.43%    |
| румунська       | 7         | 0.50%    |
| інші/не вказали | 1         | 0.07%    |
| Усього          | 1403      | 100%     |

## Знані уродженці
У селі народився Герой Соціалістичної Праці, генерал армії С. К. Цвігун.
Особливо багато спогадів односельці пов'язують із поміщиком Гіжицьким. На початку XX століття Гіжицький належав до числа найбагатших землевласників Поділля. Тільки у селі Стратіївка йому належало 2318,98 десятин землі. Із спогадів односельців, Гіжицький мав у селі прекрасний палац з господарським двором і підземними ходами, які з'єднували його будинок із храмом. Гіжицький розводив породистих рисаків, мав велику конюшню, яка зберігається до нашого часу. Біля будинку був великий парк із фонтанами. Басейн від фонтану знаходиться на території сучасної школи. Селяни страждали від малоземелля і тому не могли платити великих податків, але Гіжицький був людиною доброю. Згадують односельці, що за день панщини заробляли у пана стільки, що можна було купити нову тернову хустину. У пана була дружина, красуня-німкеня, із дуже великим смаком. Саме їй належало упорядкування садиби. Мав пан трьох дітей: дві дочки Єлену і Марію й сина Алика. Щедрий батько подарував двом донькам землі, назви яких збереглися до нашого часу. Поля в сторону Анютино називаються Єленовкою, а поля в сторону Ольгополя називаються Марусівкою.
Під час революційних подій палац Гіжицького було зруйновано, храм спалено. Сім'я Гіжицького зникла. А влада на селі перейшла до рук більшовиків, сталося це у 1920 році.

## Цікаві факти
На середньовічних картах на цьому місці — на річці Савранка, притоці Саврані (Савранки-Чечельницької) — помилково позначене поселення (село з церквою) Саврань (Sawran) (1781, 1742 та на карті 1648 р. Гійом Левассер де Боплана).
В Центральному державному історичному архіві у м. Києві зберігається «Метрическая книга церкви с. Николая с. Івашків» за 1776-1791 роки — можливо помилково (наугад), наймовірніше це все-таки с. Стратіївка.